# IFK Kumla
IFK Kumla är en fotbollsförening i Kumla i Sverige. 
Förening var tidigare en allians bestående av föreningarna IFK Kumla IK, IFK Kumla Fotboll samt IFK Kumla Innebandy. Föreningarna hade ingen gemensam organisation, utan den enda tydliga kopplingen mellan dem är prefixet IFK. 
Fotbollsspelare som har IFK Kumla som moderklubb är bland annat Mattias Jonson, Moses Reed, Pierre Bengtsson, Christian Söderberg och Gabriel Somi. 
Säsongen 2024 spelar herrlaget i division 2 norra Götaland.